# Чарівні луки
Чарі́вні лу́́ки — ботанічна пам'ятка природи місцевого значення в Звенигородському районі Черкаської області.

## Опис
Площа 4,5 га. Як об'єкт природно-заповідного фонду створено рішенням Черкаської обласної ради від 21.06.2024 № 24-43/VIII. 
Розташовано в Звенигородському районі в адмінмежах Катеринопільської територіальної громади. 
Землекористувач та землевласник — Катеринопільська селищна рада.
Створено з метою охорони місця зростання рябчика шахового (Fritillaria meleagris), що занесений до Червоної книги України. 